# Giovanni Battista Magnani
Giovanni Battista Magnani (Parma, 21 settembre 1571 – Parma, 1653) è stato un architetto italiano.

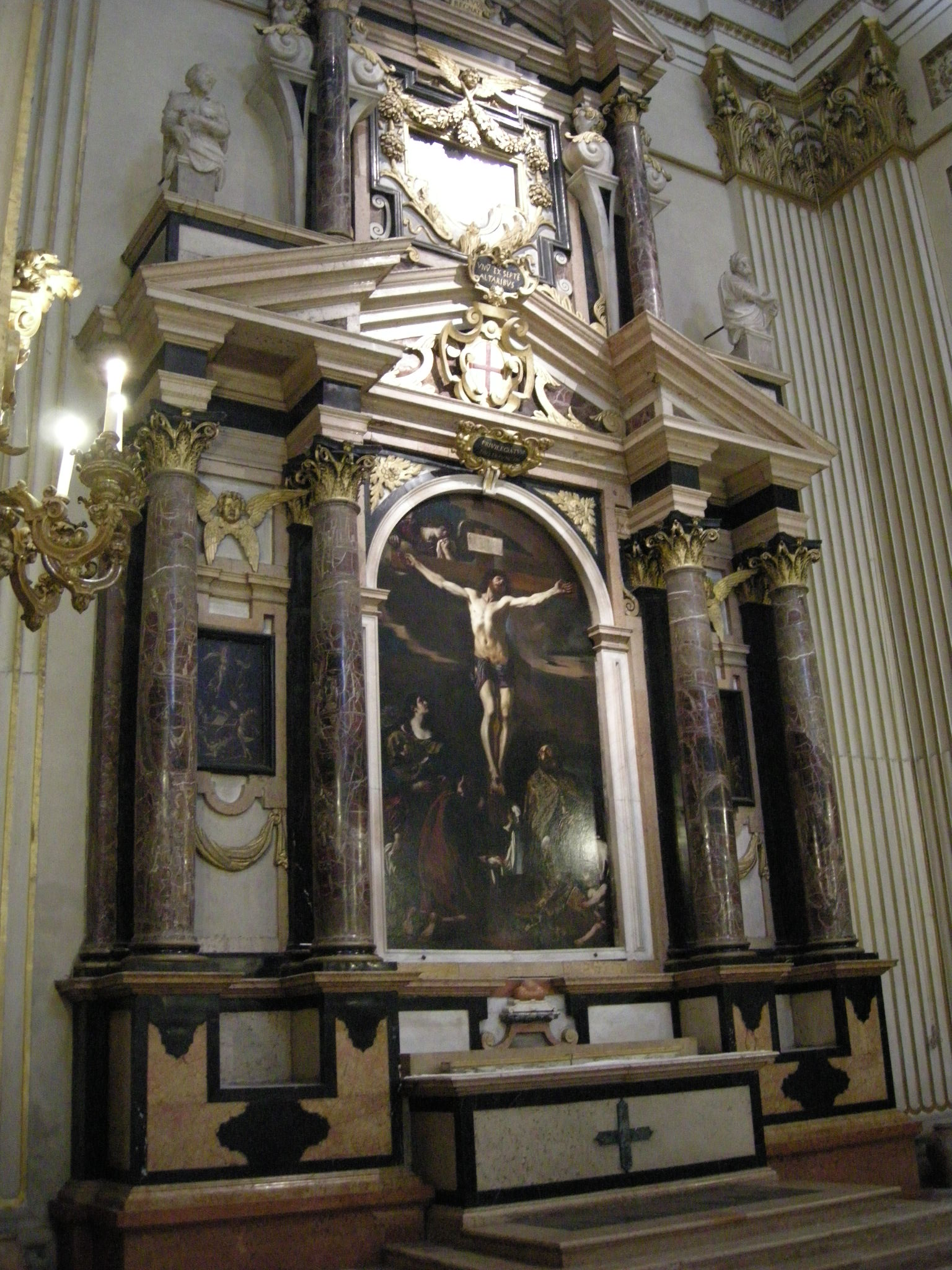
LAltare di città nella Basilica della Ghiara di Reggio Emilia (Pala di Guercino).

È il più celebre di una grande famiglia di artisti parmigiani (furono architetti anche il padre Nicostrato e il figlio Carlo).

## Biografia
Allievo di Giovan Battista Aleotti, col quale collaborò alla progettazione di Santa Maria del Quartiere (1604), la sua opera si svolse principalmente a Parma: tra le sue prime opere sono da ricordare il monumento ad Agostino Carracci, del quale fu anche amico, eretto nel duomo di Parma nel 1602; disegnò l'altare di San Giuseppe (1608, per la chiesa di Santa Maria della Steccata) e, per adempiere a un voto, quello di Santa Maria Maddalena de' Pazzi (1611, per i carmelitani).
Fra il 1605 e il 1615 realizzò due altari monumentali per la Basilica della Ghiara di Reggio Emilia
Nel 1622 fu nominato architetto della città e Carlo Cesare Malvasia riferisce che fu al servizio diretto dei duchi Farnese.
L'elenco delle sue opere comprende il chiostro della fontana del monastero benedettino di San Paolo (1613-1624); la ricostruzione dell'interno della chiesa e del campanile di Sant'Alessandro (1622-1626); il palazzo a portici del municipio (1627-1629). Collaborò alla costruzione dell'atrio e dello scalone del palazzo della Pilotta. Tra i disegni attribuitigli, quello per la Chiesa di Santa Maria delle Grazie (1617).
Nel 1628, in occasione del matrimonio di Margherita de' Medici con il duca Odoardo I Farnese, progettò l'arco di San Lazzaro e altri tre archi trionfali.